# Église de l'Assomption de Debar
L'église de l'Assomption (Црква Успение на Пресвета Богородица en macédonien) est une église orthodoxe située à Debar, en Macédoine. Elle se trouve dans le quartier de Varoch, sur les hauteurs de la ville. Construite au milieu du XIXe siècle, elle est représentative des grandes églises bâties lors de la renaissance nationale macédonienne.

## Historique
L'église a été construite une première fois au XIIe siècle, puis elle est reconstruite au milieu du XIXe et reçoit alors son aspect actuel. Elle sert à l'origine de cathédrale et son diocèse s'étendait sur la région de Debar ainsi que sur celle de Peshkopi, en Albanie.